# Joel Greenblatt
Joel Greenblatt, né le 13 décembre 1957 à Great Neck dans l'État de New York, est un investisseur, gestionnaire de fonds spéculatifs, universitaire et écrivain américain, particulièrement connu pour avoir développé la « Magic Formula (en) », une stratégie d'investissement systématique visant à sélectionner des actions sous-évaluées, ainsi que pour ses performances exceptionnelles en tant que gestionnaire de fonds.
Fondateur de Gotham Capital en 1985, un fonds d'investissement qui a réalisé des rendements annuels moyens de 40 % entre 1985 et 2006, il est considéré comme l'un des investisseurs value les plus influents de sa génération. Au cours de sa carrière, il a notamment géré des positions d'arbitrage lors de fusions-acquisitions et d'autres situations spéciales, démontrant une capacité particulière à identifier des opportunités d'investissement sous-évaluées. Professeur à la Columbia Business School pendant plus de 20 ans, il a contribué à populariser les principes de l'investissement value auprès d'un large public à travers ses enseignements et ses publications. En 2010, il a cofondé Gotham Asset Management, une société de gestion qui propose des fonds mutuels long/short basés sur ses principes d'investissement.
Ses travaux sur la Magic Formula, présentés dans son best-seller The Little Book That Beats the Market (2005), ont marqué une étape importante dans la démocratisation des stratégies d'investissement quantitatives. Cette approche, qui combine des critères de rentabilité et de valorisation, a influencé de nombreux investisseurs professionnels et particuliers dans leur méthode de sélection d'actions. Auteur de plusieurs ouvrages de référence sur l'investissement value, dont You Can Be a Stock Market Genius (1997) et The Big Secret for the Small Investor (2011), il a développé une approche pédagogique unique pour expliquer des concepts financiers complexes à un public non spécialisé.

## Biographie

### Jeunesse et éducation
Greenblatt est né à Great Neck dans l'État de New York. Il est diplômé de la Wharton School de l'université de Pennsylvanie, recevant son Bachelor of Science avec mention en 1979, et son MBA en 1980. À Wharton, son article « Comment le petit investisseur peut battre le marché » est publié dans le The Journal of Portfolio Management (en). Il passe une année à étudier le droit à la Stanford Law School (en) en Californie avant d'abandonner pour poursuivre une carrière dans la finance.

### De Gotham Capital à Gotham Asset Management
En 1985, il lance un fonds spéculatif nommé Gotham Capital, avec 7 millions de dollars, dont la majeure partie est fournie par le « roi des junk bond » Michael Milken. Robert Goldstein rejoint Gotham Capital en 1989. À Gotham Capital entre 1985 et 1994, Greenblatt préside à un rendement annualisé de 50 % « après toutes les dépenses » mais « avant l'allocation incitative du partenaire général » ; ou 30 %, net de toutes les frais. Gotham se spécialise dans les « situations spéciales » comme les scissions et autres restructurations d'entreprises,. En janvier 1995, le fonds restitue tout le capital des partenaires extérieurs (environ 500 millions de dollars).
De 1995 à 2009, Gotham Capital est fermé aux investisseurs extérieurs.
En 2000, Gotham Capital aide Michael Burry à créer son fonds spéculatif Scion Capital en achetant 25 % de son capital pour un million de dollars après impôts. En octobre 2006, l'investissement de Gotham dans les fonds gérés par Scion s'élève à 100 millions de dollars. Gotham sort de ses investissements à la fois dans les fonds gérés par Scion Capital et en tant qu'actionnaire.
En 2008, Gotham Asset Management est créé en tant que « successeur de l'activité de conseil en investissement de Gotham Capital ». En 2010, Gotham lance quatre fonds communs de placement conventionnels levant 360 millions de dollars. En décembre 2021, Gotham Asset Management gère 3,74 milliards de dollars,,,.

### Professeur de value investing
Greenblatt enseigne le value investing aux étudiants en MBA à la Columbia Business School de l'université Columbia pendant plus de 20 ans,.

### Value Investors Club
Il co-fonde un site web avec John Petry appelé le Value Investors Club, où les investisseurs approuvés par un processus de candidature échangent des idées d'investissement de valeur et de situations spéciales. L'adhésion est plafonnée à 250 membres et est considérée comme très prestigieuse. Une étude académique de 2012 montre que les recommandations des membres du club semblent effectivement générer des profits significatifs anormaux. Le club décerne 5 000 $ tous les deux mois aux membres qui fournissent les meilleurs conseils.

### Magic Formula Investing
Le livre de Greenblatt The Little Book That Beats the Market introduit la stratégie de la « Magic Formula (en) », une méthode pour déterminer quelles actions acheter : des entreprises « bon marché et de qualité » avec un rendement élevé des bénéfices et du capital investi. Sa stratégie est présentée dans The Guru Investor par John P. Reese (en). Plusieurs études du monde entier ont constaté que la formule de Greenblatt tend à entraîner une surperformance à long terme par rapport aux moyennes du marché, mais est également associée à une volatilité à court terme significativement plus élevée et à des baisses plus prononcées en raison de son approche concentrée de 20 à 30 actions,,,.
En octobre 2009, Greenblatt lance un site web pour l'investissement selon la formule magique, fournissant un outil en ligne qui suit la stratégie d'investissement décrite dans son livre,.

## Auteur
Le premier livre de Greenblatt, Vous pouvez être un génie du marché boursier : découvrez les cachettes secrètes des profits du marché boursier, est publié en 1997. Il publie son deuxième livre, The Little Book That Beats the Market en 2005, un best-seller du New York Times qui s'est vendu à plus de 300 000 exemplaires. Après la crise financière de 2007-2008, The Little Book est mis à jour et réédité en 2010 sous le titre The Little Book that Still Beats the Market.
Son livre The Big Secret for the Small Investor : A New Route to Long-Term Investment Success est publié en 2011.
En 2020, il partage la perspective d'un investisseur sur la construction d'une économie qui fonctionne pour tous dans son livre Common Sense : The Investor's Guide to Equality, Opportunity, and Growth.

## Philanthropie
En 2002, il fait don de 2,5 millions de dollars à P.S. 65Q, une école primaire publique du Queens, dont les élèves proviennent principalement des communautés d'immigrants sud-américains et sud-asiatiques du quartier. Cet investissement est égal à environ 1 000 dollars par élève et par an sur cinq ans.
En 2006, il co-fonde les Success Academy Charter Schools (en), alors connues sous le nom de Harlem Success Academy Charter School, une école primaire dans le quartier historiquement afro-américain de la ville.
Il a également siégé aux conseils d'administration de l'Institute for Student Achievement et de la Davidson School of the Jewish Theological Seminary.
Pendant 2007 et 2008, Joel Greenblatt, Robert Goldstein et Gary Curhan administrent un site web, inspiré par le Value Investors Club, pour stimuler le partage d'idées afin de faire progresser la recherche sur le cancer,. Le Gotham Prize for Cancer Research de 1 million de dollars est décerné en 2008 à Alexander Varshavsky pour avoir tenté de trouver une caractéristique potentiellement vulnérable des cellules cancéreuses qui ne changera pas pendant la progression de la tumeur.
Greenblatt est un Master Player fondateur du concours de trading d'actions virtuel Portfolios with Purpose (en).